# Kaliapsis incrustans
Kaliapsis incrustans är en svampdjursart som beskrevs av Vacelet, Vasseur och Claude Lévi 1976. Kaliapsis incrustans ingår i släktet Kaliapsis och familjen Phymaraphiniidae.
Artens utbredningsområde är havet kring Madagaskar. Inga underarter finns listade i Catalogue of Life.